# Glycyrrhiza aspera
Glycyrrhiza aspera es una especie de planta floral del género Glycyrrhiza, familia Fabaceae, orden Fabales. 
La planta se utiliza para hacer té.

## Distribución
Se distribuye por Afganistán, China, Mongolia, Irán, Kazajistán, Kirguistán, Líbano-Siria, Mongolia, Cáucaso, Qinghai, Rusia (sur de Europa), Tayikistán, Transcaucasia, Turquía, Turkmenistán, Uzbekistán y Sinkiang.

## Taxonomía
Fue descrita por Peter Simon Pallas y publicada en Reise durch verschiedene Provinzen des russischen Reichs 1: 499 (1771).